# Panoplia
Panoplia (griechisch πανοπλία: „volle Rüstung“) das heißt Rüstkammer (des orthodoxen Glaubens) ist der Titel theologischer Werke, die sich der Widerlegung von Häresien oder als falsch erachteter theologischer Vorstellungen und gleichzeitig der Verteidigung des eigenen Standpunktes widmen; siehe auch Apologetik.
Bekannt sind eine Panoplia des Konstantinopler Patriarchen Michael I. Kerullarios, ebenso ein Werk in 28 Kapiteln des Euthymios Zigabenos, sowie eine Panoplia des Niketas Choniates, der sich Euthymios zur Vorlage nahm. 
In der Zeit der religionspolitischen Auseinandersetzungen nach der Reformation wurde der Begriff wieder verbreitet aufgenommen. So existiert zum Beispiel eine Panoplia des lutherisch orthodoxen Theologen Johann Deutschmann zur Verteidigung der Confessio Augustana.